# Weald

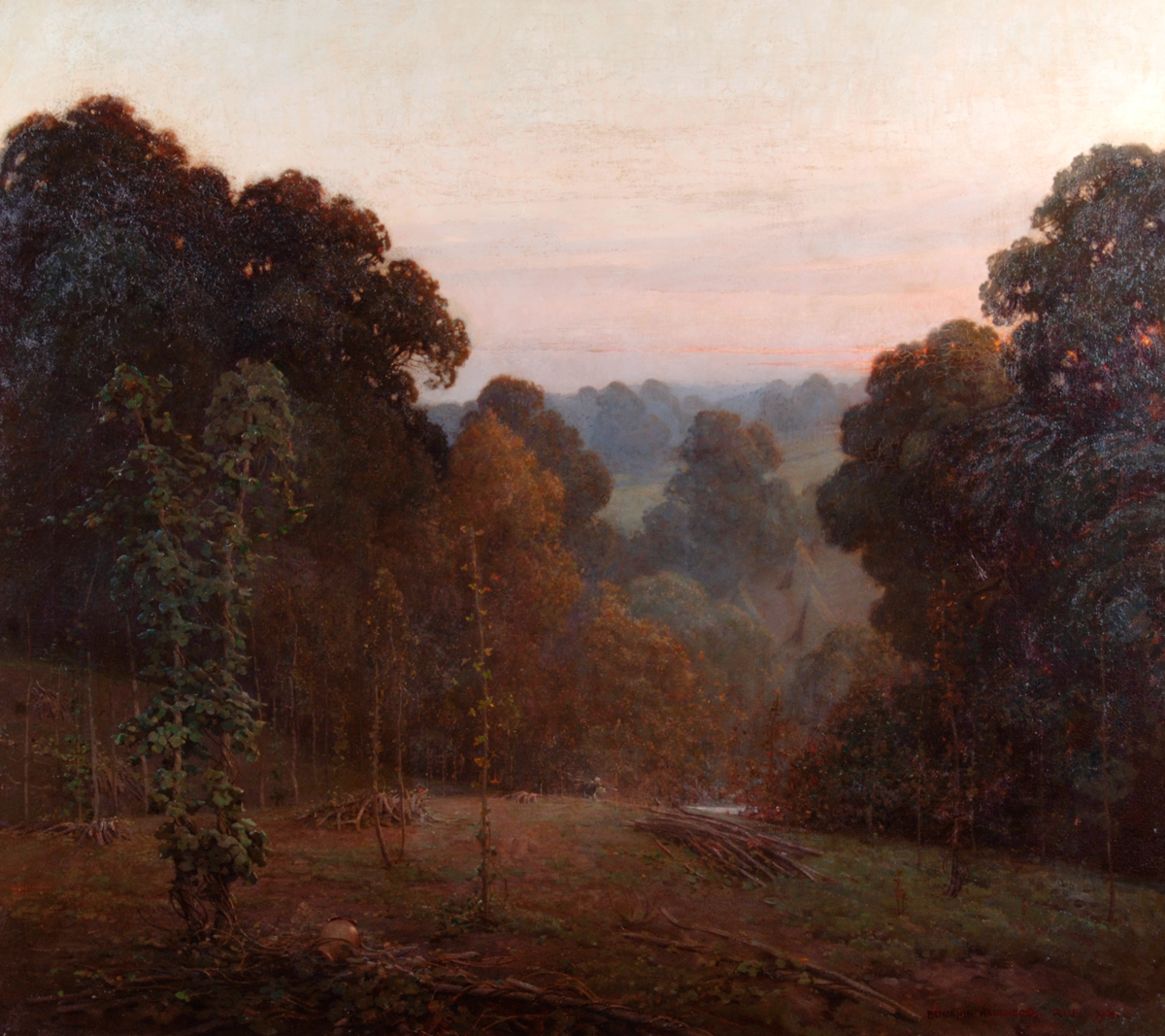
Exemplo visual de "weald": uma floresta densa, repleta de árvores e uma rica vida silvestre.

Weald é uma palavra inglesa que outrora designava uma densa floresta, especialmente a famosa grande floresta que se estendia pelos antigos condados de Sussex e Kent, Inglaterra, onde esta região de pequenos bosques é ainda denominada "the Weald". Hoje em dia, quando a maioria das florestas inglesas já foi posta abaixo, a palavra pode se referir ao campo aberto ou ao barro especial encontrado na Weald. Weald vêm do anglo-saxão weald = "floresta" vem da antiga raiz indo-européia significando "floresta" ou "sertão". Está intimamente relacionada com o alemão Wald, o neerlandês woud e o nórdico antigo völlr, todos os quais descendem da mesma raiz indo-européia.